# Vickers F.B.12

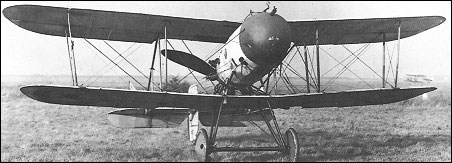

Vickers F.B.12 là một loại máy bay tiêm kích hai tầng cánh của Anh, do hãng Vickers Limited chế tạo trong Chiến tranh thế giới I.

## Quốc gia sử dụng
Anh Quốc
- Quân đoàn Không quân Hoàng gia

## Biến thể
F.B.12
F.B.12a
F.B.12b
F.B.12c
F.B.12d

## Tính năng kỹ chiến thuật (F.B.12)
Dữ liệu lấy từ War Planes of the First World War: Volume Three
Đặc điểm tổng quát
- Kíp lái: 1
- Chiều dài: 21 ft 6 in (6.55 m)
- Sải cánh: 26 ft  in (7.93 m)
- Chiều cao: 8 ft 8 in (2.64 m)
- Diện tích cánh: 204 ft2 (19.0 m2)
- Trọng lượng rỗng: 845 lb (384 kg)
- Trọng lượng có tải: 1.275 lb (580 kg)
- Động cơ: 1 × Gnome Monosoupape, kiểu động cơ piston 9 xy-lanh, 100 hp (75 kW)

Hiệu suất bay
- Vận tốc cực đại: 86 mph (138 km/h)
- Thời gian bay: 3 giờ
- Trần bay: 11.500 ft (3.500 m)

Vũ khí trang bị
- 1x Súng máy Lewis .303 in